# Itsuki Yamada
Itsuki Yamada (japanisch 山田 樹 Yamada Itsuki; * 5. Oktober 1990 in Kyoto) ist ein ehemaliger japanischer Fußballspieler.

## Karriere
Itsuki Yamada erlernte das Fußballspielen in der Jugendmannschaft vom Kyoto Sanga FC sowie in der Universitätsmannschaft der Ritsumeikan-Universität. Seinen ersten Vertrag unterschrieb er am 1. Januar 2013 bei Albirex Niigata (Singapur). Der Verein ist ein Ableger des japanischen Zweitligisten Albirex Niigata, der in der Singapore Premier League spielte. 2015 gewann er mit Albirex den Singapore Cup. Im Endspiel besiegte man Home United mit 2:1. Für Albirex absolvierte er 79 Erstligaspiele. Im Januar 2016 zog es ihn nach Laos, wo er in Vientane einen Vertrag beim Lao Toyota FC unterschrieb. Mit dem Verein spielte er in der ersten laotischen Liga, der Lao Premier League. Mit Lao Toyota wurde er am Ende der Saison Vizemeister. Nach einem Jahr ging er nach Thailand. Hier verpflichtete ihn Customs United. Der Verein aus der thailändischen Hauptstadt Bangkok spielte in der dritten Liga des Landes. Mitte April 2017 wurde der Vertrag aufgelöst und er kehrte nach Japan zurück. In Japan unterschrieb er einen Vertrag beim Drittligisten Blaublitz Akita. 2017 wurde er mit dem Klub aus Akita Meister der dritten Liga. Am 1. Januar 2019 beendete er seine Karriere als Fußballspieler.

## Erfolge
Albirex Niigata (Singapur)
- Singapore Cup: 2015

Blaublitz Akita
- J3 League: 2017